# Caitlin Sammons
Caitlin Sammons (Orlando, Florida; 31 de octubre de 1993) es una artista marcial mixta estadounidense que compite en la división mosca. Anteriormente combatió para Invicta Fighting Championships.

## Carrera de artes marciales mixtas
Sammons hizo su debut en Invicta el 15 de febrero de 2019, contra Christina Ricker en Invicta FC 34. Ganó la pelea por nocaut técnico en la segunda ronda.
Su siguiente pelea fue el 9 de agosto de 2019, enfrentándose a Chantel Coates en Invicta FC 36. Ganó la pelea por estrangulamiento posterior en la segunda ronda.
El 30 de julio de 2020, Sammons se enfrentó a Claire Guthrie en Invicta FC 41. Ganó la pelea por decisión dividida.
Sammons se enfrentó a Stephanie Geltmacher el 20 de noviembre de 2020, en Invicta FC 43. Perdió la pelea por nocaut en el primer asalto.
Simmons se enfrentó a Helen Peralta en Invicta FC 44: A New Era el 27 de agosto de 2021. Simmons perdió por decisión unánime.

## Récord en artes marciales mixtas
| Resultado | Récord | Oponente             | Método                      | Evento        | Fecha                   | Ronda | Tiempo | Localización   |
| --------- | ------ | -------------------- | --------------------------- | ------------- | ----------------------- | ----- | ------ | -------------- |
| Derrota   | 3–2    | Helen Peralta        | Decisión (unánime)          | Invicta FC 44 | 27 de agosto de 2021    | 3     | 5:00   | Kansas City    |
| Derrota   | 3–1    | Stephanie Geltmacher | KO (puñetazos)              | Invicta FC 43 | 20 de noviembre de 2020 | 1     | 4:28   | Atlantic City  |
| Victoria  | 3–0    | Claire Guthrie       | Decisión (split)            | Invicta FC 41 | 30 de julio de 2020     | 3     | 5:00   | Salt Lake City |
| Victoria  | 2–0    | Chantel Coates       | Sumisión (rear-naked choke) | Invicta FC 36 | 9 de agosto de 2019     | 2     | 4:10   | Kansas City    |
| Victoria  | 1–0    | Christina Ricker     | TKO (codos y puñetazos)     | Invicta FC 34 | 15 de febrero de 2019   | 2     | 3:02   | Kansas City    |